# Misumenops rufithorax
Misumenops rufithorax är en spindelart som först beskrevs av Simon 1904.  Misumenops rufithorax ingår i släktet Misumenops och familjen krabbspindlar. Inga underarter finns listade i Catalogue of Life.